# 千田車庫

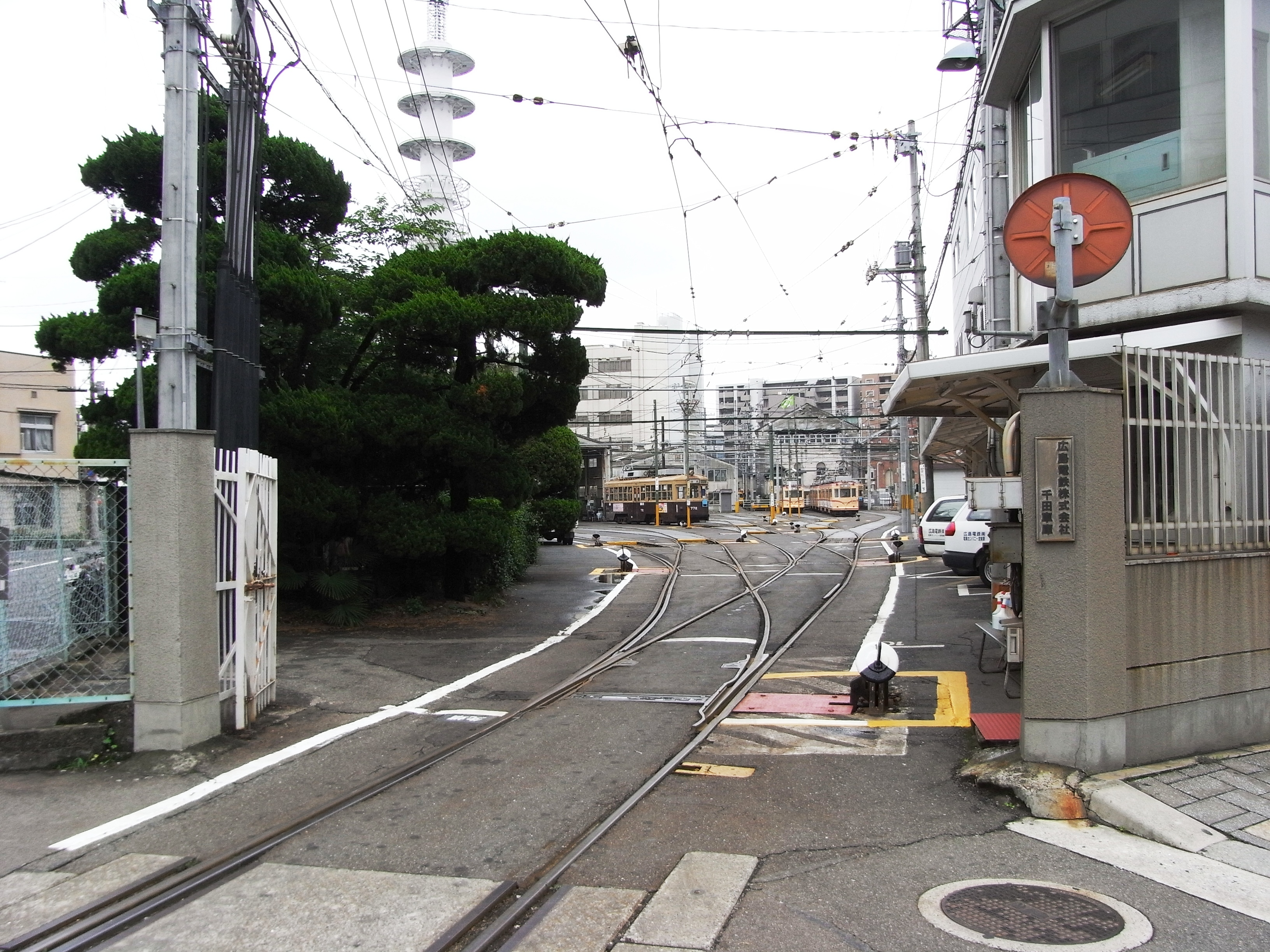
千田車庫　2008年6月撮影

千田車庫（せんだしゃこ）は、広島県広島市中区東千田町にある、広島電鉄の路面電車車庫。

## 概要
広電で一番古い車庫であり、工場・変電所を併設するほか、敷地内に広電本社ビルもある。宇品線の中間にあり、最寄りの駅は広電本社前電停。
所属車両の日常検査に加え、江波車庫と荒手車庫に所属する車両の全般検査なども行っている。なお、かつては鉄道線である宮島線専用の「高床車」と呼ばれる車両（路面電車車両に対し、鉄道車両であるため床面が高かったことからの称）も千田車庫で車両検査を実施しており、前面に排障器を取り付けて自力、または2000形2001号を控車として、荒手車庫との間を回送していたことがあった。
毎年、11月23日の広電開業日にあわせて「ひろでんの日」を開催し施設を一般開放している。

## 所属車両

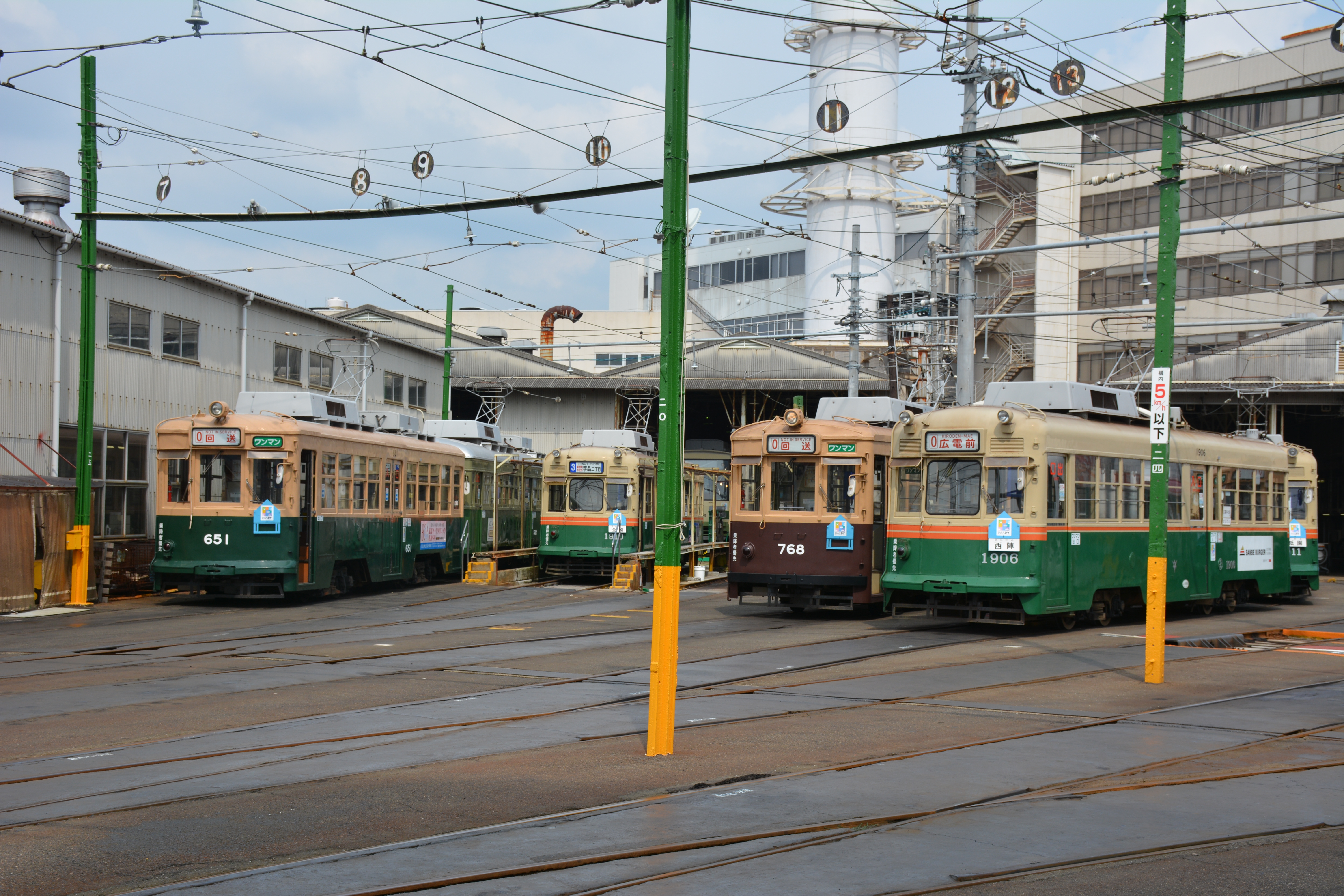
2014年9月撮影

朝や夕方のラッシュ時には千田車庫を出庫して広電本社前電停もしくは日赤病院前電停始発となる臨時便も相当数走っている。

担当路線は1、3、5、7号線。
1938年11月11日に発生した火災によって軌道線車両を中心として多数の被害が発生し、被災した車両のうちA形11両が450形として復旧された。1975年にも車庫で火災が発生し、550形552号、900形902号が廃車になった。
- 350形:352
- 570形:582
- 650形（被爆電車）:651 - 653
- 700形:701 - 705・707
- 750形:762・768
- 800形:801 - 802・805・807・810 - 814
- 900形:913
- 1000形:1001・1007・1010 - 1018
- 1150形:1156
- 1900形:1901 ・1905 ・1907・ 1908
- 3800形:3802 - 3804 ・ 3806 - 3807・3809
- 5100形:5102 - 5107 ・5109 - 5110
- 5200形:5207 - 5210

## 被爆建物
| （左・被爆後、右・現在）変電所 |  | （左・被爆後、右・現在）変電所 |
| （左・被爆後、右・現在）変電所 |  |                                |

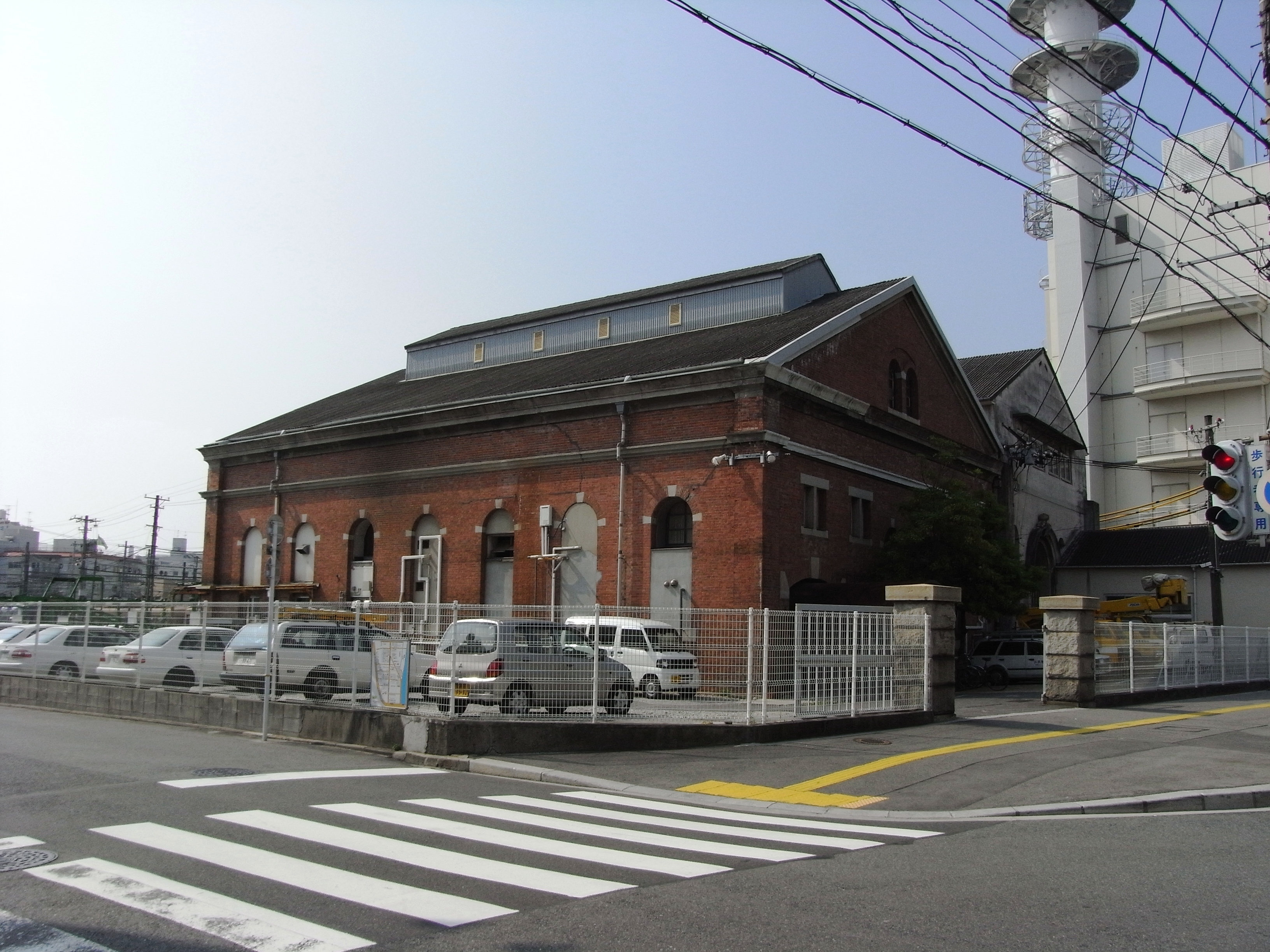
手前が旧ボイラー室で現在は事務所、奥が変電所

被爆建物である変電所と事務所は、1912年（大正元年）に「広島電気軌道火力発電所」として発電機と発電用ボイラーを収容するため建設された。当時は煉瓦造の地上1階地下1階の2棟。1934年（昭和9年）老朽化と能力低下のため発電所は廃止となり、発電機棟が変電所、ボイラー棟が資材倉庫となった。変電所として稼動し始めた際、500kW鉄槽水銀整流器を増設し、千田変電所は櫓下変電所（相生橋東詰にあった）より遠方制御を受けていた。。
1945年（昭和20年）8月6日、広島市への原子爆弾投下により被爆。変電所および資材倉庫は爆心地から約1.92kmに位置し、爆風により屋根が吹き飛んだが倒壊は免れた。木造の本社屋は半壊し、修理工場や車庫も倒壊し、多くの職員が亡くなった。ただ、千田変電所の被害が軽かったこと、廿日市変電所が無事だったことが広電にとって幸いだった。当日の午後から職員および軍関係者で復旧にかかり、3日後の8月9日には己斐から西天満町電停まで折り返し単線運転が再開した。これは、途方にくれる市民を大いに勇気付けた。
戦後2棟とも改修されたが、変電所棟は今でも現役であり旧倉庫棟は現在は事務所棟として使用されている。
1991年（平成3年）には本社が建て替えられ、その後広島市により本社前に原爆被災説明板が設置された。

## 周辺
付近に広電系列のボウリング場、「ヒロデンボウル」が存在する。
また、周辺には広島赤十字・原爆病院、広島大学東千田キャンパス及び専門学校もある。元々、山陽コカ・コーラボトリング本社もあった（現在コカコーラ・ウエストジャパン広島支店）。

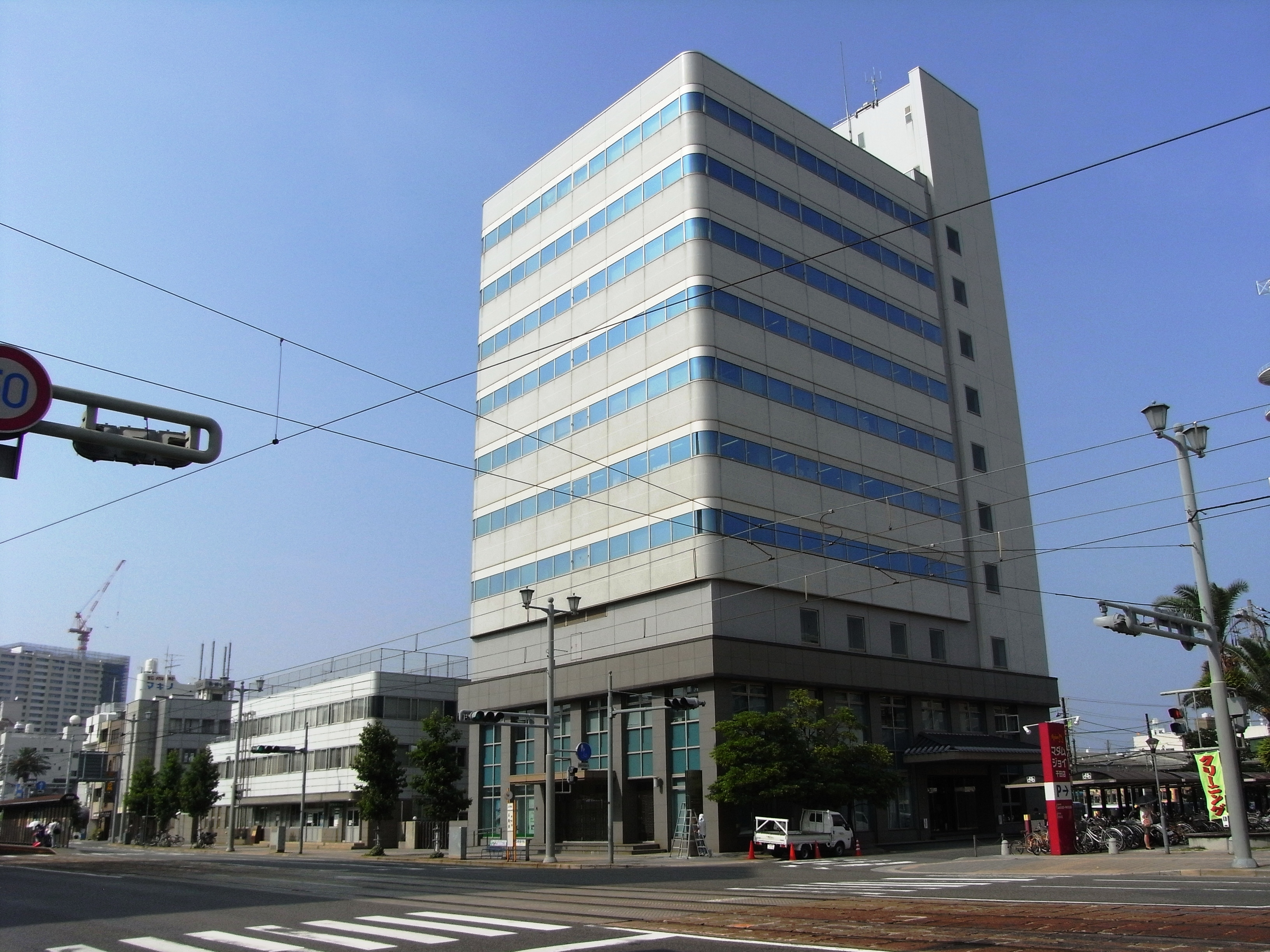
広電本社
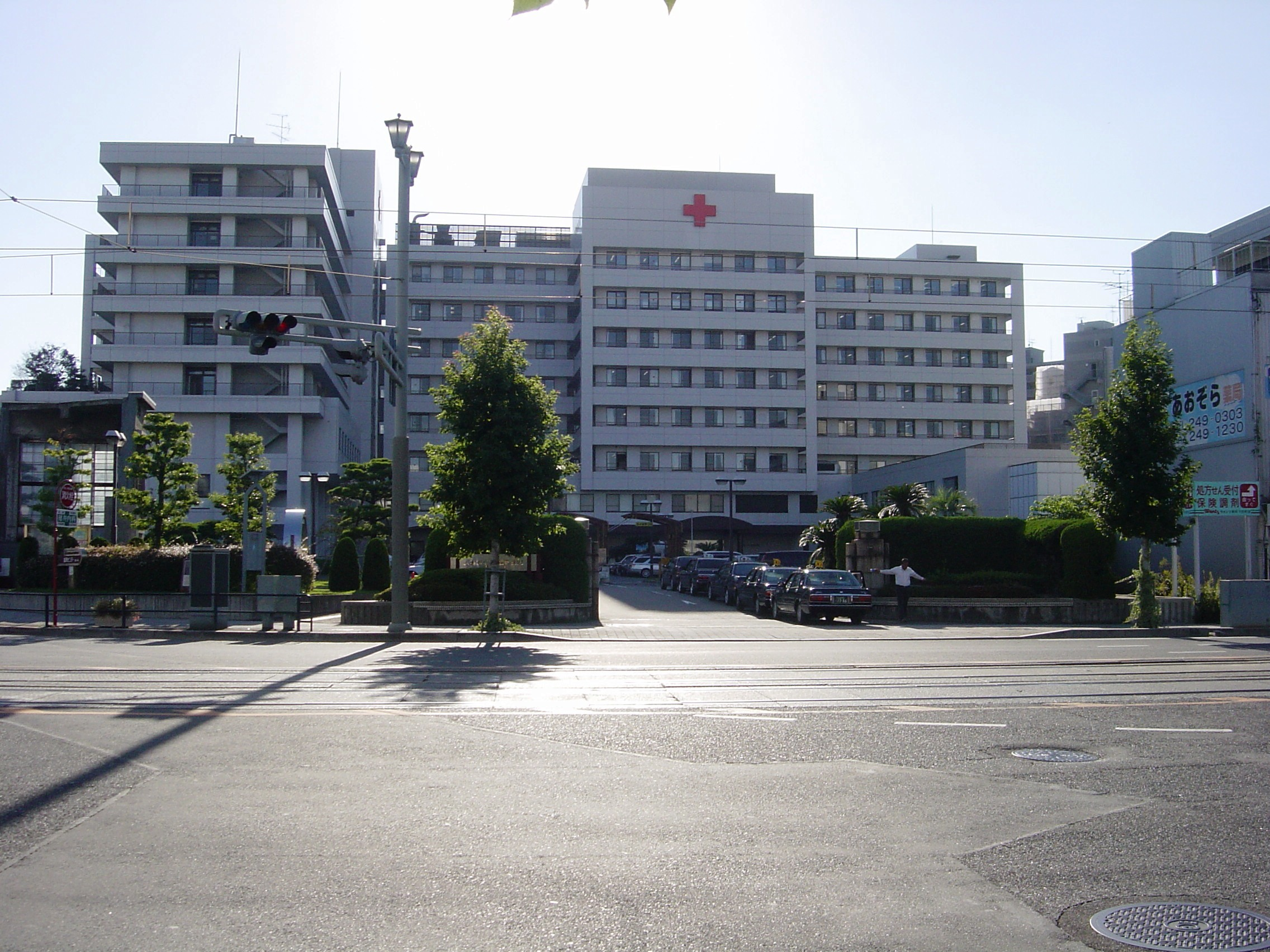
広島赤十字・原爆病院
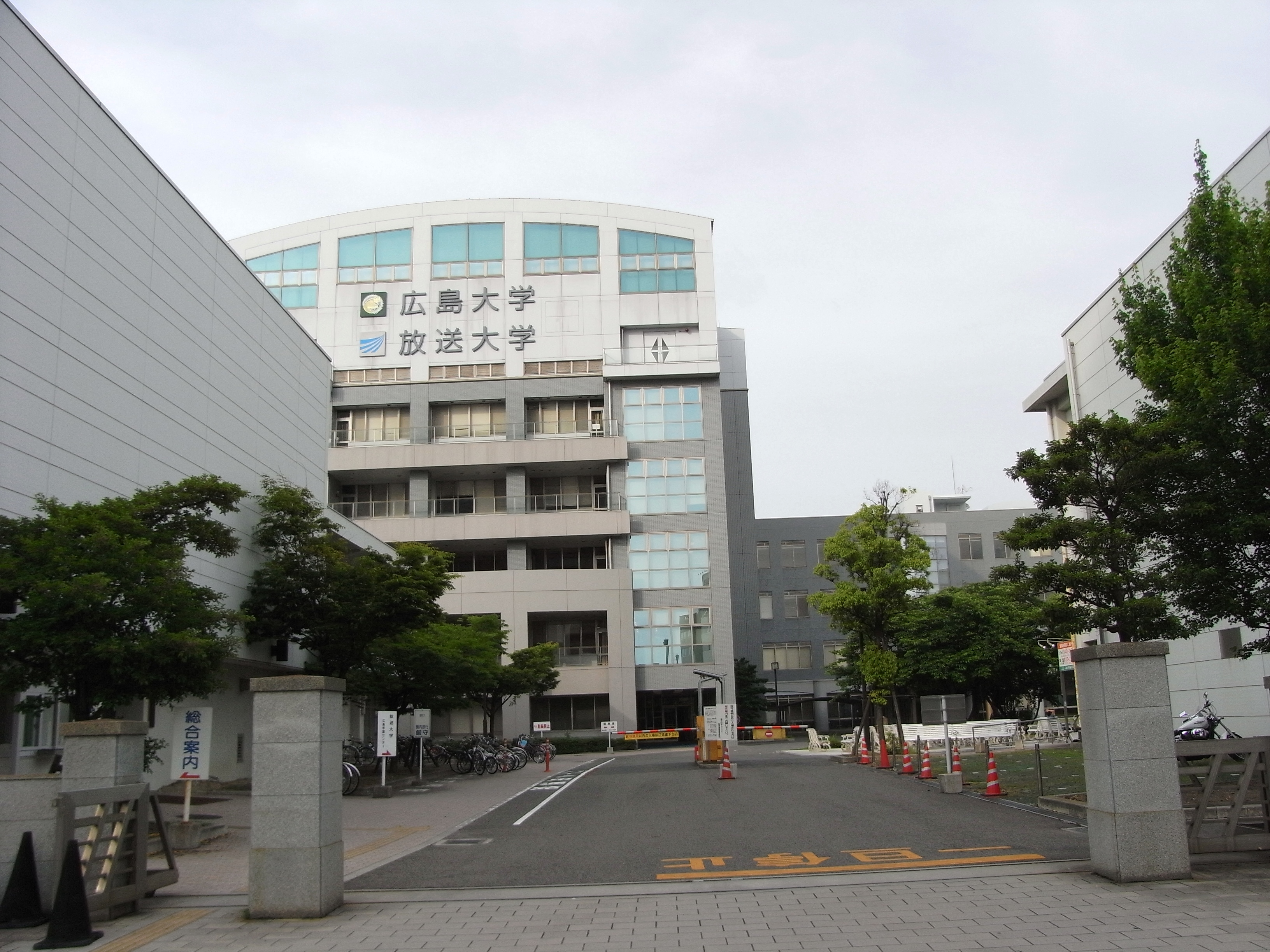
広島大学東千田キャンパス